# 莫日地区绍德龙
莫日地区绍德龙（法語：Chaudron-en-Mauges，法語發音：[ʃodʁɔ̃ ɑ̃ moʒ] ⓘ），或纯音译作绍德龙昂莫日，是法国曼恩-卢瓦尔省的一个市镇，属于绍莱区。2015年12月15日，莫日地区绍德龙和相邻的10个市镇合并为新市镇埃夫尔河畔蒙特勒沃（Montrevault-sur-Èvre）。

## 地理
莫日地区绍德龙（47°17'15"N, 0°59'5"W）面积25.71 平方千米，位于法国卢瓦尔河地区大区曼恩-卢瓦尔省，该省份为法国西部内陆省份，大致对应安茹地区，北起顺时针与马耶讷省、萨尔特省、安德尔-卢瓦尔省、维埃纳省、德塞夫勒省、旺代省、大西洋卢瓦尔省和伊勒-维莱讷省接壤。
与莫日地区绍德龙接壤的市镇（或旧市镇、城区）包括：博斯、莫日地区博茨、莫日地区勒潘、圣皮埃尔蒙利马尔、莫日地区圣康坦、拉萨勒和沙佩勒欧布里。
莫日地区绍德龙的时区为UTC+01:00、UTC+02:00（夏令时）。

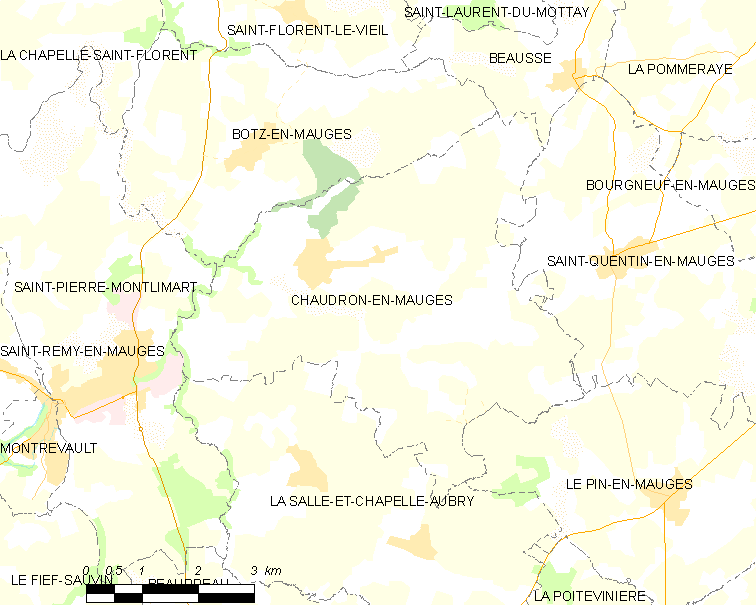
莫日地区绍德龙的OSM定位图

## 行政
莫日地区绍德龙的邮政编码为49110，INSEE市镇编码为49083。

## 政治
莫日地区绍德龙所属的省级选区为莫日地区博普雷欧县。

## 人口

1962-2008年间莫日地区绍德龙人口变化图示

莫日地区绍德龙于2018年1月1日时的人口数量为1471人。